# Манакін-червононіг синій
Манакін-червононіг синій (Chiroxiphia caudata) — вид горобцеподібних птахів родини манакінових (Pipridae).

## Поширення
Вид поширений у південно-східній частині Бразилії, на південному сході Парагваю та крайньому північному сході Аргентини. Його природні місця проживання — це субтропічні або тропічні вологі низовинні ліси, тропічні або субтропічні вологі гірські ліси та сильно деградовані ліси, до 1500 м над рівнем моря.

## Опис
Птах завдовжки від 14 до 15,5 см. Самець темно-синього кольору з червоною короною і чорною головою, крилами і зовнішнім пір'ям хвоста. Центральні хвостові пір'я довші. Самиця оливкова, світліша знизу, може мати помаранчевий лоб, пір'я в центрі хвоста лише трохи довше. Ноги червонуваті.